# Benjamin Agosto
Benjamin Agosto (n. 15 ianuarie 1982, Chicago, Illinois, SUA) este un dansator pe gheață ce a reprezentat Statele Unite ale Americii, medaliat olimpic. A participat la două ediții ale Jocurilor Olimpice (2006, 2010) în care a câștigat o medalie de argint.